# Parnica (Bosnie-Herzégovine)
Pour les articles homonymes, voir Parnica.
Parnica (en cyrillique : Парница) est un village de Bosnie-Herzégovine. Il est situé dans la municipalité de Maglaj, dans le canton de Zenica-Doboj et dans la fédération de Bosnie-et-Herzégovine. Selon les premiers résultats du recensement bosnien de 2013, il compte 78 habitants.
Avant 1981, le village était rattaché à la localité de Bijela Ploča ; depuis 1981, il est recensé comme une entité administrative à part entière.

## Démographie

### Évolution historique de la population
| 1948 | 1953 | 1961 | 1971 | 1981 | 1991 | 2013 |
| ---- | ---- | ---- | ---- | ---- | ---- | ---- |
| -    | -    | -    | -    | 166  | 188  | 78   |

|  |